# Weißflügel-Nachtschwalbe
Die Weißflügel-Nachtschwalbe (Eleothreptus candicans, Syn.: Systellura candicans, Stenopsis candicans, Hydropsalis candicans) ist eine Vogelart aus der Familie der Nachtschwalben, die im nördlichen Bolivien, südlichen zentralen Brasilien und dem östlichen Paraguay vorkommt. De Art gilt als monotypisch. Der Bestand wird von der IUCN als gefährdet (Vulnerable) eingeschätzt.

## Merkmale
Die Weißflügel-Nachtschwalbe erreicht bei einem Gewicht von 46 bis 51 Gramm der Männchen eine Körperlänge von etwa 19 bis 23 cm. Es besteht ein Sexualdimorphismus. Die Oberseite und innere Flügeldecken sind hell graubraun und braun gesprenkelt und gestreift. Der Oberkopf ist deutlich schwärzlich gefleckt und es existiert kein Nackenkragen. Die äußeren Flügeldecken sind weiß, braun gesäumt und kräftig schwärzlich gefleckt. Die Schulterfedern sind graubraun und deutlich schwärzlich markiert, die Innenfahnen im Allgemeinen gelbbraun. Dabei hat sie einen breiten hell braunen Unterbartstrich. Eine Reihe von gelbbraunen Flecken zieren den Bereich um den unteren Halsbereich. Die Brust ist graubraun, kastanienbraun und gelbbraun getönt, sowie braun gestreift und gesprenkelt. Der Rest der Unterseite ist weiß. Im Flug hat das Männchen weißliche Flügel und einen größtenteils weißen Schwanz. Das Weibchen hat kein weißes Gefieder, die Schulterfedern sind stärker schwärzlich markiert und die Unterseite ist gelbbraun. Die Iris ist rotbraun oder kastanienbraun, der Schnabel im Allgemeinen schwärzlich mit mattrosa Basis und die Beine und Füße grau oder rosagrau. Weibchen können leicht mit der Zwergnachtschwalbe (Setopagis parvula) verwechselt werden. Diese ist jedoch stärker gemustert, mit blasser Kehle und hat markante hellen Flecken auf den Flügeldecken. Jungtiere ähneln den erwachsenen Vögeln, sind aber etwas brauner und weniger gräulich, ohne Weiß an Flügeln und Schwanz. Halbwüchsige Männchen zeigen weniger Weiß an den Flügeln und am Schwanz, wobei die vier äußeren Handschwingen weiße Endflecken haben und nur die äußersten ganz dunkel sind.

## Lautäußerungen
Die Revierrufe von Männchen der Weißflügel-Nachtschwalbe sind sanfte, wogende tschere-sche-schu Pfiffe, die bei Verfolgungsjagden aus der Luft ertönen. Die Alarmrufe umfassen ähnliche Pfiffe sowie abrupte Ik-Rufe. Es wurde beobachtet, das Männchen ihr Territorien verteidigen, die in Paraguay oft entlang von Bergrücken gelegen waren, und die einen Durchmesser von 30 bis 60 Meter hatten. In den Territorien fand die Balz nur in wolkenlosen Mondnächten, bei geeigneten Bedingungen manchmal auch die ganze Nacht statt. Hierbei saßen sie an ein bis drei Stellen weniger als 10 Meter von einer Palme oder einem kleinen Baum entfernt. Darin befanden sich in zwei bis drei Meter Entfernung blattlose vertikaler Sitzstangen und sowie ein kleiner Ameisenhaufen, der immer geringfügig niedriger als der Sitzstangen war. Die offensichtliche Häufung von Balzplätzen an den oberen Hängen der Gebirgskämme deutet auf ein Lek-Paarungssystem oder eine Ansammlung von Männchen aufgrund der Nutzung spezialisierter Lebensräume für die Paarung hin. Dabei geben sie mechanische Flügelgeräusche von sich, einige davon klingen krötenartig wie grrrrrt, mit einem scharfen tk beim Absetzen, welches bis zu 200 Meter weit hörbar ist. Der schmetterlingsartige Schauflug ist hauptsächlich dazu gedacht, die atemberaubenden weißen Teile des Gefieders zur Schau zu stellen. Der Schauflug geht zunächst von der Sitzstange zum Ameisenhaufen und fliegt dann direkt ca. 50 Zentimeter nach oben, bevor das Männchen innerhalb von vier bis sechs Sekunden schnell nach unten fliegt und wieder zur Sitzstange zurückkehrt.

## Fortpflanzung
Das erste Nest wurde erst 1997 gefunden. In einer Studie zwischen 1998 und 2001 in Ostparaguay wurden Männchen von Ende August bis Anfang Januar bei der Balz beobachtet. Von Mitte September bis Mitte November wurden Eier gelegt.  Die Eier werden direkt auf den Boden gelegt, oft zwischen Grasbüscheln. Ein Gelege besteht aus 2 Eiern, die blass cremebeige mit wechselnden dunkelbraunen und malvengrauen Sprenkeln und Flecken sind. Die Größe des Eies ist durchschnittlich 27,7 mm × 21,0 mm, bei einem Gewicht von 6,7 g. Die Küken wiegen 5,2 g am Tag ihres Schlüpfens. Der Bruterfolg bei der Studie lag bei 86 %. Die Bebrütung dauert 19 Tage. Die Nestlinge werden nach 19 bis 20 Tagen flügge. Die flaumigen Küken sind dunkelbraun mit unauffälligen braunen und zimtfarbenen Flecken, wobei die Flecken auf dem Oberkopf am dichtesten sind. Die Flanken und die Flügel sind blasser graubraun. Die Iris ist dunkelbraun, der Schnabel schwärzlich.

## Verhalten und Ernährung
Es ist bekannt, dass sich die Weißflügel-Nachtschwalbe von Käfern und Motten ernährt. Die Futtersuche erfolgt relativ niedrig in ein bis zwei Meter über dem Boden über Hängen, Hügelkuppen und Cerrado, sowie einschließlich verbrannter Gebiete. Der Flug ist typischerweise langsam und wird häufig durch Gleitflüge unterbrochen. Es wurde auch berichtet, dass sie Fliegen von niedrigen Warten und Ausgucken jagen und fangen.

## Verbreitung und Lebensraum

Verbreitungsgebiet (grün) der Weißflügel-Nachtschwalbe

Die Weißflügel-Nachtschwalbe bewegt sich typischerweise in offenem Grasland mit vereinzelten Bäumen z. B. Tabebuia caraiba und Anadenanthera und Büschen. So kommt sie in offenen Trockensavannen und offenem Cerrado oder Grasland mit vereinzelten Büschen, Palmen, Termitenhügeln und Ameisenhaufen vor. Auch in Grasland, das sich nach Bränden regeneriert, gehören zu ihrem Lebensraum. Sie vermeidet Bereiche mit hohem Gras. Gelegentlich wird sie für Chaco-Wälder aufgeführt, aber Vorkommen hier erscheinen äußerst unwahrscheinlich. Sie gilt als Tieflandart, die in Höhenlagen vom Meeresspiegel bis 210 Meter nachgewiesen wurde.

## Migration
Das Zugverhalten der Weißflügel-Nachtschwalbe ist bisher nicht erforscht. Es ist gut möglich, dass sie ein Strichvogel ist.

## Etymologie und Forschungsgeschichte
Die Erstbeschreibung der Weißflügel-Nachtschwalbe erfolgte 1867 durch August von Pelzeln unter dem wissenschaftlichen Namen Stenopsis candicans. Als Verbreitungsgebiet gab er Paraguay basierend auf Ibiyau alas y cola blancas von Félix de Azara und Ipiranga durch Johann Natterer an. Fälschlicherweise synonymisiert er die Weißschwanz-Nachtschwalbe  (Hydropsalis cayennensis (Gmelin, JF, 1789)) (Syn: Caprimulgus leucurus Vieillot, 1817) mit der Art. 1840 führte George Robert Gray die neue Gattung Eleothreptus für die Sichelschwingen-Nachtschwalbe (Eleothreptus anomalus (Gould, 1838)) ein. Der Begriff Eleothreptus ist in Wortgebilde aus altgriechisch ἑλος, ἑλεος helos, heleos, deutsch ‚Sumpf‘ und altgriechisch τρεφω trephō, deutsch ‚ernähren‘. Der Artname candicans hat seinen Ursprung in lateinisch candicans, candicantis, candicare,candere ‚weißlich, weiß sein, scheinen‘. Alfred Laubmann hatte für sein Werk Die Vögel von Paraguay keinen Balg zur Verfügung. Außer den Nachweisen Félix de Azara und dessen Freund Pablo Blas Noseda fand er keine gesicherten Nachweise für Paraguay in der Literatur.